# Fire (Electric Six)
| Recensione        | Giudizio |
| ----------------- | -------- |
| Metacritic        | 70/100   |
| AllMusic          |          |
| Robert Christgau  | A-       |
| Dotmusic          | 4/10     |
| The Guardian      |          |
| The A.V. Club     | Positivo |
| Pitchfork         | 4.0/10   |
| PopMatters        | NR       |
| Rolling Stone     |          |
| Splendid Magazine | Negativo |
| Village Voice     | Positivo |

Fire è l'album di debutto del gruppo rock statunitense Electric Six, pubblicato il 20 maggio 2003.
Il 5 settembre 2003 l'album ricevette la certificazione d'oro nel Regno Unito. Venne anche ripubblicato alla fine del 2003 in un'edizione speciale, contenente un DVD con i video dei singoli estratti dall'album.

## Tracce
1. Dance Commander – 2:37
2. Electric Demons in Love – 3:06
3. Naked Pictures (Of Your Mother) – 2:11
4. Danger! High Voltage – 3:34
5. She's White – 3:16
6. I Invented the Night – 3:17
7. Improper Dancing – 3:14
8. Gay Bar – 2:20
9. Nuclear War (On the Dance Floor) – 1:16
10. Getting Into the Jam – 2:14
11. Vengeance and Fashion – 2:46
12. I'm the Bomb – 4:18
13. Synthesizer – 4:00

Japanese Bonus Tracks
1. Don't Be Afraid of Robot – 1:40
2. Remote Control (Me) – 2:21
3. I Lost Control of My Rock & Roll – 1:47

Bonus DVD
1. Danger! High Voltage (videoclip)
2. Gay Bar (videoclip)
3. Dance Commander (videoclip)

## Classifiche
Album
| Classifica                            | Posizione massima |
| ------------------------------------- | ----------------- |
| U.S. Billboard Top Electronic Albums  | 5                 |
| U.S. Billboard Top Independent Albums | 38                |
| UK Albums Chart                       | 7                 |
| Ireland Top 100                       | 22                |
| France Top 150                        | 150               |

Singoli
| Titolo               | Posizione massima  | Posizione massima |
| Titolo               | US Hot Dance Music | UK Singles Chart  |
| -------------------- | ------------------ | ----------------- |
| Danger! High Voltage | 10                 | 2                 |
| Gay Bar              | -                  | 5                 |
| Dance Commander      | -                  | 40                |